# José Cruz Herrera

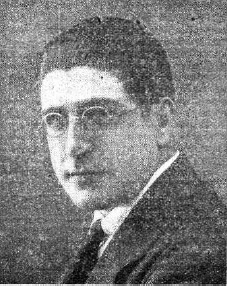
José Cruz Herrera

José Cruz Herrera (* 1. Oktober 1890 in La Línea de la Concepción, Provinz Cádiz; † 11. August 1972 in Casablanca) war ein spanischer Maler, bekannt für seine naturalistischen Porträts andalusischer Frauen.
1907 reiste Cruz Herrera nach Sevilla und erhielt dort Malunterricht bei Gonzalo Bilbao. 1910 wechselte er nach Madrid, dort schrieb er sich in der Real Academia de Bellas Artes de San Fernando ein. 1914 betrieb er Studien in Paris und Rom.
Drei Jahre nach seinem Tod wurde am 6. April 1975 das Kunstmuseum Cruz Herrera in seinem Geburtsort La Línea de la Concepción eröffnet.